# Coralba
Coralba ist ein im Jahr 1969 in Hamburg, Chamonix und Venedig gedrehter deutsch-italienischer Krimimehrteiler, der in Italien Anfang 1970 zum Straßenfeger avancierte. Dort wurde er als Fünfteiler im Hauptabendprogramm gezeigt, während er in der Bundesrepublik im Vorabendprogramm der ARD erst ab 1. August 1973 in acht Teilen à 30 Minuten ausgestrahlt wurde. Der Film nimmt starke Anleihen bei den Werken von Francis Durbridge.

## Handlung

### Teil 1
Der aus Venedig stammende Arzt Dr. Marco Danon hat sich in Hamburg niedergelassen und zusammen mit zwei Partnern ein Pharmaunternehmen gegründet. Mit seiner Hilfe wurde ein neues Präparat entwickelt, das er bereit in Italien, allerdings noch ohne Zulassung, ausprobiert hatte. Inzwischen ist sein „Coralba“ sehr erfolgreich und erreicht mediale Aufmerksamkeit. Unerwartet meldet sich eine Frau Schneider, die Danon beschuldigt, dass er am Tod ihres Sohnes Peter die Verantwortung trage, da dieser das seinerzeit noch unfertige Medikament bekommen habe. Danon will sich mit der Frau treffen, doch eskaliert die Situation und er schießt auf die Erpresserin. Verstört verlässt er die Wohnung und meldet den Vorfall der Polizei. Als er mit den Beamten zurückkehrt, muss er erkennen, dass die tot am Boden liegende Frau seine eigene Ehefrau ist. Kommissar Lang von der Hamburger Kriminalpolizei hält nun anhand einiger Indizien Dr. Marco Danon für den Mörder.

### Teil 2
Danon berät sich mit seinem Anwalt Albert Zimmermann, der ihm nahelegt, der Polizei die Wahrheit zu erzählen, dass er Opfer einer Erpressung sei. Allerdings kann er die von ihm teuer bezahlten Briefe nicht vorweisen, die er angeblich zurückgekauft hatte, weil sie ihn belasten würden. So hat er keinen Beweis für die Erpressung und bleibt für die Polizei der Hauptverdächtige. Das verstärkt sich, als das Dienstmädchen der Polizei berichtet, dass die Eheleute Danon am Tag des Mordes miteinander gestritten hätten. Unerwartet meldet sich bei Danon ein Onkel seiner Frau aus Frankreich und erklärt, dass er mit Elga verabredet gewesen wäre und sie sich in Chamonix treffen wollten. Für Danon ist das rätselhaft, denn er wusste weder von einem Onkel, noch den Reiseplänen seiner Frau. Die Kommissare Lang und Jansen versuchen die ominöse Erpresserin zu finden und stoßen dabei nur auf Danons Ehefrau. Sie hatte in einem Schließfach die belastenden Briefe versteckt.

### Teil 3
Dr. Danon wird verhaftet, da mittlerweile alles gegen ihn spricht. Dennoch glaubt Kommissar Lang an die Unschuld des Arztes und versucht ihn zu entlasten. So führt ihn eine Spur zu einem gewissen Max Tauberg, der vermutlich als letzter mit Elga Danon gesprochen hatte. Von ihm erfährt Lang, dass der Fall auch etwas mit Doping im Radsport zu tun haben könnte. Unterdessen versucht Danons Tochter Deborah die Wahrheit über ihre Stiefmutter herauszufinden. Als ihr Vater sie heiratete, war nur bekannt, dass sie ein Waisenkind war und möglicherweise Verwandte in Südafrika hatte. So begibt sich Deborah nach Chamonix, wo Elga sich mit ihrem Onkel treffen wollte. Als sie den Mann ausfindig machen kann, leugnet er, ein Verwandter von Elga zu sein, allerdings würde er eine Elga Müller kennen. Mit einigen Schwierigkeiten macht Deborah diese Frau ausfindig und es stellt sich heraus, dass ihre Stiefmutter eigentlich Olga hieß und nur die Papiere dieser Frau Müller verwendet hatte. Eine weitere Spur führt Deborah nach Venedig. Auch Kommissar Jansen begibt sich dorthin und stößt dabei auf eine Person mit dem Namen Schneider, allerdings ist diese Frau seit einem Jahr tot.

### Teil 4
Die Polizei kann endlich die Tatwaffe ausfindig machen. Dabei stellt sich heraus, dass es sich dabei eindeutig um Danons eigene Pistole handelt, aus der insgesamt drei Schüsse abgegeben wurden. Da weiterhin alle Indizien gegen Danon sprechen, bleibt er in Haft. Kommissar Lang, der nach wie vor an Danons Unschuld glaubt, findet heraus, dass Elga Danon niemand anderes war als Olga Schneider, die Schwester des toten Jungen aus Italien. Danon hält es für möglich, dass sein Mitarbeiter in der Pharmafirma, Dr. Karl Bauer, ein Verhältnis mit Elga gehabt haben könnte und er ihn mit dem Mord aus der Firma drängen wollte. Unerwartet wird eine Wasserleiche gefunden, die von Danon als die Erpresserin identifiziert wird, sodass er aus der Haft entlassen werden kann. Nachdem Deborah aus Italien zurückkommt, stellt sie fest, dass die Armbanduhr, die Elga getragen hat, eigentlich ihrer Freundin Vanessa gehört. Um der Sache auf die Spur zu kommen, trifft sich Danon mit einem zwielichtigen Typen, der ihm die Wahrheit über den mysteriösen Fall erzählen will. So führt die Spur weiter zu einem gewissen Rolf, der von allen nur der „Schwede“ genannt wurde, obwohl er eigentlich ein Deutscher ist. Die Polizei kann diesen Mann ausfindig machen. Anhand eines Fotos identifiziert er die Erpresserin als Vera Unterberger. Der Spur folgend stößt Danon auf einen Jean, mit dem er sich spät abends trifft.

### Teil 5
Der Ganove Jean Malvin übergibt Danon ein Tonband, auf dem seine Ehefrau Elga im Gespräch mit einem anderen Mann zu hören ist. Diese Stimme kann er seinem Mitarbeiter Dr. Karl Bauer zuordnen. Dieser fühlt sich allmählich in die Enge getrieben und versucht Jean Malvin aus dem Weg zu räumen, indem er ihn mit seinem Mercedes überfährt. Es zeigt sich, dass Danon von Anfang an Recht hatte mit seinem Verdacht gegen Bauer.

## Hintergrund
Im Entstehungsjahr der Serie Coralba verfügte Italien noch nicht über Farbfernsehen. Dennoch wurde die italienisch-deutsch-französischer Koproduktion in Farbe gedreht, da man sowohl in der BRD als auch in Frankreich bereits auf modernes Farbfernsehen umgestellt hatte. In Italien wurde der Film somit in schwarz-weiß erstgesendet.
Das Abspannlied „Amare te“ wurde von dem spanischen Sänger Miguel Bosé gesungen.

## Ausstrahlung
| Nr. | Folge  | Erstausstrahlung in der ARD |
| --- | ------ | --------------------------- |
| 1   | Teil 1 | 1. August 1973              |
| 2   | Teil 2 | 8. August 1973              |
| 3   | Teil 3 | 15. August 1973             |
| 4   | Teil 4 | 22. August 1973             |
| 5   | Teil 5 | 29. August 1973             |
| 6   | Teil 6 | 5. September 1973           |
| 7   | Teil 7 | 12. September 1973          |
| 8   | Teil 8 | 19. September 1973          |

| Nr. | Folge  | Erstausstrahlung auf RAI |
| --- | ------ | ------------------------ |
| 1   | Teil 1 | 11. Januar 1970          |
| 2   | Teil 2 | 15. Januar 1970          |
| 3   | Teil 3 | 18. Januar 1970          |
| 4   | Teil 4 | 22. Januar 1970          |
| 5   | Teil 5 | 25. Januar 1970          |

## Kritik
„‚Coralba‘ ist ein nicht unspannender Whodunitkrimi (inkl. Cliffhangern!) mit guten Darstellern und schöner Hamburger Kulisse. Allerdings ist die Laufzeit von fast fünf Stunden etwas zu lang. […] Offensichtlich ist allerdings, dass die Produktion mit der Handlung an die Durbridge-Krimis jener Jahre anknüpfen wollte.“